# Shelfordina fuscocastanea
Shelfordina fuscocastanea är en kackerlacksart som först beskrevs av Hanitsch 1929.  Shelfordina fuscocastanea ingår i släktet Shelfordina och familjen småkackerlackor. Inga underarter finns listade i Catalogue of Life.